# Xeno Young
Pour les articles homonymes, voir Young.
Xeno Young, né le 9 novembre 1999 à Hillsborough (en) en Irlande du Nord, est un coureur cycliste irlandais, membre de l'équipe Global 6 Cycling et spécialiste de la piste.

## Biographie
Chez les juniors, Xeno Young se distingue sur piste en obtenant deux médailles d'argent aux championnats du monde et championnats d'Europe de 2017, en poursuite individuelle. Sur route, il démontre ses bonnes qualités de rouleur en terminant onzième du championnat d'Europe du contre-la-montre.
En 2021, il signe en France au club Creuse Oxygène Guéret. 

## Palmarès sur piste

### Championnats du monde juniors
- Montichiari 2017
  -  Médaillé d'argent de la poursuite

### Championnats d'Europe
- Anadia 2017
  -  Médaillé d'argent de la poursuite juniors

### Championnats nationaux
- 2019
  - 2e du championnat d'Irlande de poursuite
  - 2e du championnat d'Irlande de scratch

## Palmarès sur route

### Par année
- 2017
  - 2e du championnat d'Irlande du contre-la-montre juniors
- 2018
  - 3e du championnat d'Irlande du contre-la-montre espoirs
- 2019
  - 3e étape des Mondello Series
  - Emyvale GP

### Classements mondiaux
| Année                                 | 2018  | 2019  |
| ------------------------------------- | ----- | ----- |
| Classement mondial                    | 2183e | 2461e |
| UCI Europe Tour                       | 1446e | 1569e |
|                                       |       |       |
| Légende : nc = non classéSource : UCI |       |       |